# 보렐로
보렐로(이탈리아어: Borrello)는 이탈리아 아브루초주 키에티도에 있는 코무네이다. 아펜니노산맥에서 가장 큰 폭포인 카스카테 델 리오 베르데가 있다.